# Cynanchum decipiens
Cynanchum decipiens là một loài thực vật có hoa trong họ La bố ma. Loài này được C.K.Schneid. mô tả khoa học đầu tiên năm 1916.